# Doctrine d'Addaï
 (9 juillet 2012).
 (9 juillet 2012).
La Doctrine de l'apôtre Addaï (Mallpānutā d-Adday šliḥā) est un texte anonyme de la littérature syriaque, composé à  Édesse probablement dans la première moitié du Ve siècle. L'auteur affirme avoir puisé dans les archives de la ville pour établir clairement l'origine de l'Église chrétienne d'Édesse, fondée selon la tradition par Addaï, et plus précisément la doctrine prêchée dès l'origine dans la cité par le fondateur. Le texte s'achève par la clausule suivante, garantissant l'authenticité des documents qu'il reproduit : « Comme c'est l'usage dans le royaume d'Abgar et dans tous les royaumes, tout ce qui était dit devant le roi était écrit et déposé dans les archives. Ainsi Laboubna, fils de Sennak, fils d'Abdschadar, le scribe du roi (sāprā d-malkā) a écrit ces actes d'Addaï, l'apôtre, depuis le commencement jusqu'à la fin. Hannan, le fidèle secrétaire-archiviste du roi (ṭbularā šarirā d-malkā) y a apposé son témoignage et l'a déposé dans les archives des actes royaux, où sont conservés avec soin et sans omission les décrets, les lois et les contrats de vente ».

## Contenu
Le manuscrit de Saint-Pétersbourg (Syr. 4, sans doute du VIe siècle) utilisé par l'éditeur du texte, George Phillips, donne au début le plan suivant du récit:
- quand Abgar, le roi, le fils de Ma'nu, le roi, envoya une lettre à Jérusalem à Notre-Seigneur ;
- quand Addaï, l'apôtre, vint à Édesse, et ce qu'il dit dans l'annonce de son kérygme ;
- les instructions qu'il donna au moment de quitter ce monde à ceux qui avaient reçu de lui l'ordination.

Le récit, en fait, se poursuit quelque peu après la mort d'Addaï.

### 1repartie: «quand Abgar envoya la lettre»
Au mois d'octobre de l'an 343 de l'ère des Séleucides (an 31 ou 32 de l'ère chrétienne), sous le règne de l'empereur Tibère, le roi Abgar envoie deux de ses nobles, Marihab et Shamshagram, plus son secrétaire-archiviste Hannan, régler des affaires auprès du gouverneur romain Sabinus à Éleuthéropolis, en Palestine. Sur le chemin du retour, ils tombent sur des foules allant à Jérusalem voir le Messie. Ils les suivent, et Hannan prend en note tout ce qu'ils voient. Revenus à Édesse, ils font leur rapport à Abgar, qui s'écrie : « De tels pouvoirs ne viennent pas des hommes, mais de Dieu ». Le roi décide de renvoyer Hannan à Jérusalem avec une lettre pour Jésus ; il y explique qu'il ne peut pas lui-même voyager en territoire romain. La lettre est lue à Jésus le 12 du mois de nissan dans la maison de Gamaliel. Abgar y invite Jésus à venir à Édesse où il sera à l'abri des Juifs et pourra le guérir d'une maladie dont il souffre. Jésus répond oralement (« Va et dis à ton maître… ») qu'il ne peut venir, mais qu'après son Ascension, il enverra un de ses disciples guérir le roi, convertir son peuple et bénir sa cité, contre laquelle aucun ennemi ne prévaudra plus. À la fin de l'entrevue, Hannan, étant par ailleurs peintre du roi, fait un portrait de Jésus. De retour à Édesse, il le remet au roi Abgar, qui le fait conserver précieusement dans un de ses palais.

### 2epartie: «quand Addaï vint à Édesse»
Après l'Ascension, Judas Thomas envoie Addaï, « l'un des soixante-douze apôtres », à Abgar. Quand Addaï arrive à Édesse, il loge « chez Tobie, fils de Tobie le Juif, qui était de Palestine ». Reconnu grâce aux miracles qu'il accomplit comme l'envoyé promis par Jésus, il est reçu par le roi, et il le guérit de sa maladie, de même qu'un de ses proches. Abgar renouvelle alors sa profession de foi chrétienne et offre à l'apôtre de grandes richesses que celui-ci refuse.
Addaï fait alors un récit devant la cour. C'est l'histoire de Protonikè (variante : Pétronikè) et de l'invention de la Vraie Croix à Jérusalem. L'empereur Tibère avait délégué ses pouvoirs au césar Claude pour aller mater une révolte en Espagne. Protonikè, femme de Claude, se convertit au christianisme en assistant aux miracles opérés à Rome par Simon-Pierre. Elle se rend à Jérusalem avec ses deux fils et sa fille. Elle ordonne aux Juifs de livrer à Jacques, chef de l'Église de Jérusalem, le Golgotha qu'ils détiennent. Sur le Golgotha, Protonikè trouve trois croix (celles de Jésus et des deux larrons), mais ne sait laquelle est celle de Jésus. Un miracle la tire d'embarras : sa fille étant morte subitement, seule la Vraie Croix la ressuscite par son contact. Protonikè confie la précieuse relique à Jacques et ordonne qu'un grand édifice soit élevé sur le Golgotha, « où Jésus fut crucifié et au-dessus de la tombe où il fut enseveli ». Les Juifs et les païens sont mortifiés. De retour à Rome, elle raconte l'histoire à Claude, qui ordonne que les Juifs soient chassés d'Italie, et à Simon-Pierre.
Après ce récit, le roi décide d'organiser une assemblée du peuple de la cité où Addaï pourra prêcher l'Évangile pour tous. Dans un long discours, l'apôtre expose les principes de la foi chrétienne, met en avant son propre témoignage, se disant originaire de Panéas, et s'en prend aux cultes païens pratiqués à Édesse et dans les villes voisines, notamment aux dieux Nébo et Bel.

### 3epartie: les instructions d'Addaï
Addaï est rejoint par un certain nombre de convertis qui l'assistent dans son ministère : Aggaï, Palut, Abschelama et Barsamya. « Chaque jour beaucoup s'assemblaient pour la prière de la liturgie et pour entendre l'Ancien Testament et le Diatessaron ». Des Orientaux déguisés en marchands viennent voir les miracles opérés par Addaï. Abgar écrit une lettre à « Narsès, roi des Assyriens » sur la mission d'Addaï. Il en écrit une autre à Tibère dénonçant les Juifs pour leur rôle dans la mort du Christ. L'empereur répond en regrettant que la révolte de l'Espagne ne lui ait pas permis de s'occuper de cette affaire, en désavouant Ponce Pilate et en promettant des actions punitives. Sur le rapport d'Aristide, son ambassadeur à Édesse, il ordonne l'exécution de responsables juifs.
Addaï prenant de l'âge, Aggaï le remplace comme « administrateur et directeur » (mdabbrānā wpāqudā) de l'Église d'Édesse. Palut, diacre, devient prêtre, et Abschelama, scribe, devient diacre. Ensuite, Addaï fait un discours d'adieux et de recommandations à ce nouveau clergé. Après la réponse d'Aggaï, Palut et Abschelama, l'apôtre meurt.

### 4epartie: après la mort d'Addaï
L'enterrement d'Addaï a lieu. Aggaï ordonne des prêtres pour toute la Mésopotamie. Mais le fils rebelle d'Abgar, qui est demeuré païen, fait briser les jambes d'Aggaï pour avoir repoussé une de ses requêtes, et Aggaï meurt sans avoir consacré son successeur Palut. Celui-ci doit aller solliciter la consécration de l'évêque Sérapion d'Antioche, lequel l'avait lui-même reçue de Zéphyrin, évêque de Rome, « de la succession de Simon-Pierre », qui « avait été évêque de cette ville pendant vingt-cinq ans, au temps de César qui y avait régné pendant treize ans ».

## Analyse

### Témoignages antérieurs
L'histoire de la lettre du roi Abgar à Jésus et de l'envoi d'un apôtre à Édesse après l'Ascension fait l'objet d'un chapitre de l'Histoire ecclésiastique d'Eusèbe de Césarée (I, 13). Celui-ci se réclame aussi de la consultation des archives de la cité : « On a de cela le témoignage écrit emprunté aux archives d'Édesse qui était alors une ville royale. C'est en effet dans les documents publics du pays, qui contiennent les actes anciens et ceux du temps d'Abgar, que l'on trouve cette histoire conservée depuis lors jusqu'à présent. Il n'y a rien de tel que de prendre connaissance des lettres elles-mêmes empruntées par nous aux archives et traduites littéralement du syriaque en ces termes (suivent des traductions grecques de la lettre d'Abgar et de la réponse de Jésus) ». Les principales différences sont les suivantes : Eusèbe date toute l'histoire de l'an 340 de l'ère des Séleucides (soit l'an 29 de l'ère chrétienne) ; il affirme que Jésus a répondu par écrit, et reproduit cette lettre (dans la Doctrine d'Addaï, la réponse de Jésus est orale), lettre qui ne contient pas la bénédiction et la promesse d'invincibilité adressée à la cité d'Édesse ; il ne mentionne pas le portrait peint par Hannan (qu'il appelle en grec Ananias) ; l'homme envoyé par « Thomas, l'un des douze apôtres » s'appelle, non pas Addaï, mais Thaddée « qui était, lui aussi, compté au nombre des soixante-dix disciples du Christ » (il s'agit des Soixante-dix mentionnés en Luc, X, 1-24, et il y a une différence entre les Orientaux et les Gréco-Latins sur l'emploi du mot « apôtre »). Après la reproduction de l'échange épistolaire entre Abgar et Jésus, Eusèbe fait le récit de l'envoi de Thaddée à Édesse, qu'il dit explicitement traduit du syriaque : l'envoyé loge aussi chez Tobie, il accomplit des miracles, il est appelé auprès du roi pour le guérir, Abgar confesse sa foi chrétienne et demande à être instruit sur Jésus, une assemblée du peuple de la cité est organisée pour que Thaddée puisse prêcher. C'est à ce point que s'arrête le récit d'Eusèbe, qui n'insère pas non plus l'histoire de Protonikè.
La tradition de la bénédiction de la cité d'Édesse par Jésus-Christ lui-même apparaît dans l'homélie en vers d'Éphrem de Nisibe qu'on appelle son Testament (§ 8) : « Bénie soit la cité dans laquelle vous habitez, Édesse, mère des sages,/ Qui a été bénie de la bouche vivante du Fils par l'intermédiaire de son disciple./ Que cette bénédiction demeure en elle jusqu'à ce que le Saint apparaisse! » L'histoire des lettres, et de la bénédiction de la ville par Jésus, se retrouve d'autre part dans le Pèlerinage d'Égérie, récit fait par une Occidentale de son voyage au Proche-Orient vers 380 : passant par Édesse, elle se voit offrir par l'évêque de la ville une copie de la lettre d'Abgar et de celle de Jésus (« Quoique j'eusse dans mon pays des copies de ces lettres, j'ai trouvé très agréable de recevoir celles-ci de l'évêque, parce que sans doute, en arrivant chez nous, les lettres avaient subi quelque diminution, car ce que j'ai reçu ici est assurément plus complet. ») ; la lettre de Jésus qui lui est offerte contient la bénédiction à la cité, et l'évêque lui raconte que peu de temps après qu'Abgar eut reçu cette lettre, les Perses attaquèrent Édesse, et que le roi se rendit à une porte de la ville en brandissant le document et en s'écriant « Seigneur Jésus! Tu nous as promis qu'aucun ennemi n'entrerait dans la ville! », à la suite de quoi d'épaisses ténèbres enveloppèrent la ville et les Perses furent obligés de se retirer. En revanche, Égérie, comme Eusèbe, ne fait aucune allusion à un portrait du Christ.

### Anachronismes
Les différents éléments de la légende (sauf le portrait) sont donc attestés par des textes datant sûrement du IVe siècle. Mais le récit de la Doctrine d'Addaï contient aussi des anachronismes évidents : le pontificat de Sérapion d'Antioche, qui consacre Palout, successeur d'Aggaï, court de 191 à 211, et celui du pape Zéphyrin, qui aurait consacré Sérapion, de 198 à 217. Le Diatessaron, qu'Addaï aurait utilisé pour prêcher, est l'œuvre de Tatien (seconde moitié du IIe siècle). En fait, une confusion est faite entre Abgar V Oukāmā (c'est-à-dire « le Noir »), qui a régné de 4 av. J.-C. à 7, puis de 13 à 50 (et qui est donc un contemporain de Jésus-Christ) et Abgar IX, roi de 179 à 212, connu comme le premier souverain chrétien d'Édesse (converti sans doute après un voyage à Rome effectué en 206). Un fragment syriaque publié par William Cureton confirme l'anachronisme : « Addaï évangélisa Édesse et la Mésopotamie. Il était de Panéas et vivait au temps du roi Abgar. Comme il se trouvait en Sophène, Sévère, fils d'Abgar, le fit tuer près de la citadelle d'Aghel, ainsi qu'un jeune homme, son disciple ». Le « Sévère » en question, ainsi nommé en l'honneur de l'empereur Septime Sévère, est le successeur d'Abgar IX de 212 à 214 ; selon Dion Cassius, il gouverna Édesse tyranniquement, voulant y implanter de gré ou de force les mœurs romaines. Un faisceau d'indices établit donc qu'Addaï de Panéas, évangélisateur d'Édesse, doit plutôt avoir vécu à la fin du IIe siècle et au début du IIIe siècle, que son partenaire royal fut Abgar IX, et que c'est peut-être lui, et non un successeur nommé « Aggaï », qui fut tué par Sévère. Il faut ajouter que les autres assistants cités d'Addaï (Palout, Abschelama et Barsamya) semblent être des évêques d'Édesse du IIIe siècle.
Parmi les autres anachronismes du texte, Narsès, « roi d'Assyrie » (c'est-à-dire de Perse), a régné de 293 à 302, et l'institution des césars adjoints des empereurs appelés « augustes » n'a été établie que par Dioclétien en 293. D'autre part il est question à deux reprises dans le texte d'une expédition menée par Tibère en Espagne pour mater une révolte : dans l'histoire de Protonikè, où cette expédition justifie l'absence de Tibère de Rome et la dévolution des pouvoirs à Claude, et dans la lettre de Tibère à Abgar, où l'empereur regrette de ne pas avoir pu, pour cette raison, s'occuper du conflit entre Jésus et les Juifs. Or, on ne connaît aucun trouble sérieux qui soit advenu en Espagne entre la pacification des Astures en 19 av. J.-C. et l'invasion de la péninsule par les Vandales et les Suèves en 409, et le premier empereur romain qui ait mené une expédition militaire en Espagne est Constance III en 414 (il ne fut nommé empereur qu'en 421).
D'autre part, il est clair que l'histoire de l'invention de la Vraie Croix par l'impératrice Protonikè (ou Pétronikè, nom grec, absolument inconnu par ailleurs) est un calque syriaque de la tradition relative à Hélène, mère de l'empereur Constantin. Cette dernière tradition, nettement postérieure au règne de Constantin, apparaît dans les textes vers 380 : le Pèlerinage d'Égérie parle d'une fête de l'invention de la Vraie Croix qui était célébrée à Jérusalem le 13 septembre, et d'autre part il dit que les basiliques de la ville furent construites et ornées par Constantin sub præsentia matris suæ ; le Sermon sur la mort de Théodose d'Ambroise de Milan (395) est le plus ancien texte conservé qui évoque clairement l'impératrice Hélène retrouvant la Vraie Croix, mais selon ce texte elle est reconnue parmi les trois (celles de Jésus et des deux larrons) par son titulus ; dans l'Histoire ecclésiastique de Rufin d'Aquilée (entre 400 et 410), la Vraie Croix est reconnue par la guérison d'une noble dame malade de la ville. La version syriaque, d'autre part, repose sans doute sur une confusion avec la reine Hélène d'Adiabène qui, selon Flavius Josèphe, se convertit au judaïsme et vint à Jérusalem au temps de l'empereur Claude. Cette reine avait dans la ville un palais et s'y était fait construire un mausolée, ce qui est apparemment confondu ici avec l'édification du Saint-Sépulcre sous Constantin.

### Contenu idéologique
Les éléments idéologiques qui sont martelés tout au long du texte sont notamment : la parfaite loyauté d'Édesse et de ses anciens rois à l'Empire romain ; l'importance de l'autorité de l'apôtre Pierre, point d'ancrage de la succession apostolique, et le rattachement sans équivoque de l'Église d'Édesse à la hiérarchie de Rome et d'Antioche ; la double gouvernance, royale et épiscopale, de la cité, et l'étroite alliance du spirituel et du temporel (idée déjà présente chez Éphrem de Nisibe). D'autres points peuvent être relevés : la caution donnée à l'usage du Diatessaron, interdit à Édesse par l'évêque Rabbula (qui exerça sa charge de 412 à 435) ; la phrase « Le Fils de Dieu est Dieu » placée dans la bouche d'Abgar, qui est une profession de foi anti-arienne ; et surtout la formule « la foi que nous prêchons, que Dieu fut crucifié pour tous », attribuée à Addaï, qui a une coloration monophysite.

### Postérité
Parmi les textes postérieurs à la Doctrine d'Addaï qu'il faut signaler ici, il y a l'une des recensions syriaques du texte intitulé en latin Transitus Beatæ Mariæ (sur l'Assomption de Marie) : elle place les épisodes de la guérison d'Abgar et de l'évangélisation de la Mésopotamie avant la Passion, et d'autre part elle donne une version différente, plus courte, de la lettre d'Abgar à Tibère. Un point important de la tradition est la protection spéciale dont jouirait la cité d'Édesse, due à la bénédiction de Jésus matérialisée, soit par une lettre venant de lui, soit par un portrait. La première tradition, attestée donc au IVe siècle par le Pèlerinage d'Égérie, se trouve ensuite chez Procope de Césarée à propos du siège d'Édesse par Khosrô Ier en 544 : « La fin de la lettre contenant la bénédiction est ignorée des auteurs qui écrivirent l'histoire de ces temps (not. Eusèbe de Césarée), mais les Édesséniens prétendaient que cette bénédiction se trouvait dans la lettre. Dans cette conviction, ils plaçaient cette lettre devant les portes de la ville comme un palladium. Pour éprouver la véracité de cette croyance, Chosroès mit le siège devant Édesse, mais frappé d'une fluxion de la face, il se retira honteusement ». Dans son récit du même siège de 544, Évagre le Scholastique corrige explicitement l'information donnée par Procope : « Cette assertion (qu'Édesse ne tomberait jamais entre les mains d'un ennemi) n'est pas contenue dans ce qui a été écrit à Abgar par le Christ notre Dieu, comme les gens studieux peuvent le constater dans l'Histoire d'Eusèbe, qui cite la lettre textuellement.[...] Quand les assiégés virent la levée de terre qui approchaient des murs comme une montagne en mouvement, et l'ennemi prêt à entrer dans la ville au point du jour, ils imaginèrent de creuser une mine sous le remblai, et de cette manière de mettre le feu [...], mais ils ne parvinrent pas à enflammer le bois [...]. Dans leur perplexité, ils apportent l'image divinement produite (θεότευκτος), que la main des hommes n'avait pas fabriquée (άχειροποίητος), mais que le Christ notre Dieu avait envoyée à Abgar qui désirait le voir. Ainsi, ayant introduit cette image sainte dans la mine [...] ».
Ainsi, à l'époque d'Évagre (qui écrit vers 593), le palladium d'Édesse n'est plus la lettre, mais le portrait du Christ. Mais ce n'est plus un portrait peint par le secrétaire Hannan, comme dans la Doctrine d'Addaï, mais une image acheiropoïète, qui sera désormais connue sous le nom de Mandylion. Jean Damascène, dans son traité Sur les saintes images, prétend ensuite qu'Hannan a été empêché de peindre par l'éclat surnaturel de la figure du Christ, et que celui-ci, par complaisance, a pris la toile et se l'est appliquée sur le visage, et ses traits s'y sont imprimés.

## Version arménienne
On trouve dans un Martyrologe arménien (Paris. arm. 88) une traduction de la Doctrine d'Addaï, avec les noms propres un peu déformés et quelques détails différents. Le scribe Laboubna, fils de Sennak, fils d'Abschadar, devient « Ghéroupna (ou Léroubna), fils d'Anag, fils d'Apschatar ». Ce « Léroubna d'Édesse » est connu de l'historien Moïse de Khorène, qui donne dans son Histoire d'Arménie (II, 30-36) une version un peu modifiée du texte (sans l'histoire de Protonikè) : selon lui, « Léroubna » aurait écrit une histoire d'Abgar et de son neveu Sanadroug (qui aurait régné sur l'Arménie), conservée dans les archives d'Édesse. Dans cette version arménienne, les noms changent donc quelque peu : Abgar est qualifié de « fils d'Arscham » par erreur de lecture ou de traduction du traducteur arménien, et il est précisé que les Syriens appelle « Arscham » du nom de « Manova » ; Addaï et son successeur Aggaï s'appellent tous les deux « Até » ; Protonikè (ou Pétronikè) devient « Patronicia », etc. Dans cette version, le premier « Até » (donc Addaï) ne meurt pas, mais « s'en va vers l'Orient pour prêcher l'Évangile du Christ ». D'autre part, le début de l'histoire est daté de l'an 340 des Séleucides, comme chez Eusèbe, et non pas l'an 343. Sinon, c'est le même texte.
Moïse de Khorène écrit d'autre part (II, 35) que la première femme d'Abgar n'était autre qu'Hélène d'Adiabène (ce qui signifie qu'il identifie Abgar V et le Monobaze Ier de Flavius Josèphe ; l'élément « Mono- » représente peut-être Ma'nu, nom porté par les Abgar, « -baze » étant un titre). La confusion de Moïse de Khorène est entretenue par le fait que l'épouse d'Abgar V est aussi appelée Hélène (avec Salomé comme autre prénom), mais elle est donnée comme la fille de Mithridate et d'Augusta. L'historien arménien présente en outre (II, 33) le Juif Tobie, hôte d'Addaï (« Doupia » dans le texte arménien) comme un ancêtre des Bagratouni (qui selon la tradition descendaient du roi David). D'autre part il raconte (II, 74) que, le royaume ayant été divisé en deux après la mort d'Abgar (le fils d'Abgar, qu'il appelle Ananoun, régnant à Édesse, et son neveu Sanadroug sur l'Arménie), Addaï/Até parvint un temps à convertir celui-ci, qui se rétracta par crainte des satrapes arméniens, et l'apôtre subit le martyre avec ses compagnons dans le canton de Schavarschan, appelé plus tard Ardaz, où son corps fut un temps caché dans un rocher avant d'être emporté par des disciples pour être inhumé en un autre endroit. Moïse de Khorène défend donc l'idée que le tombeau d'Addaï ne se trouvait pas à Édesse, mais en Arménie.

## Édition
- George Phillips (éd.), The doctrine of Addai the Apostle (syriaque et anglais), Londres, 1876 ; réimpr. Kessinger Publishing, 2009.